# لوران فويريست
لوران فويريست (بالفرنسية: Laurent Foirest)‏ مواليد 18 سبتمبر 1973 في مارسيليا، هو لاعب كرة سلة فرنسي سابق. بدأ مسيرته الاحترافية في سنة 1989. يبلغ طوله 6 قدم 6 بوصة (2.0 م). مثّل منتخب بلاده. شارك في دورة الألعاب الأولمبية الصيفية سنة 2000. اعتزل اللعب في 2011. لعب مع ساسكي باسكونيا وأسفيل باسكت.

## الميداليات
| الميدالية | المسابقة                       |
| --------- | ------------------------------ |
| فضية      | الألعاب الأولمبية الصيفية 2000 |

## روابط خارجية
- لوران فويريست على موقع الاتحاد الدولي لكرة السلة (الإنجليزية)
- لوران فويريست على موقع الدوري الإسباني لكرة السلة (الإسبانية)
- لوران فويريست على موقع كرة السلة الأوروبية.كوم (الإنجليزية)
- لوران فويريست على موقع ريلجم (الإنجليزية)
- لوران فويريست على موقع بروبوليرز (الإنجليزية)
- لوران فويريست على موقع سبورتس رفرنس (الإنجليزية)
- لوران فويريست على موقع أوليمبيديا (الإنجليزية)